# Chlosyne irrubescens
Chlosyne irrubescens är en fjärilsart som beskrevs av Hall 1917. Chlosyne irrubescens ingår i släktet Chlosyne och familjen praktfjärilar. Inga underarter finns listade i Catalogue of Life.